# Dálnice 49
Die Dálnice 49 (tschechisch für „Autobahn 49“) ist eine zum Teil im Bau, überwiegend aber erst in Planung befindliche Autobahn in Tschechien. Sie zweigt bei Hulín von der Autobahn D1 ab und führt in die Slowakei, wo sie als slowakische R6 fortführt und bei Púchov in die D1 mündet.
Bis zum 31. Dezember 2015 war sie als Schnellstraße klassifiziert und trug die Bezeichnung Rychlostní silnice 49 (R49).

## Geschichte
Bevor am 16. Oktober 1996 entschieden wurde, diese Strecke als R49 zu errichten, war die Trasse als Teil der tschechischen D1 geplant worden. Ein Abkommen über die Beziehungen zwischen den Regierungen der Tschechischen Republik und der Slowakischen Republik, welches die Errichtung der R49 zum Gegenstand hatte, wurde auf ministerieller Ebene der beiden Länder am 20. September 2004 in Zlín unterzeichnet.
Ende September 2008 wurde mit dem Bau des ersten Abschnitts begonnen, der eine deutlich bessere Anbindung des Raumes Zlín mit dem tschechischen Autobahnnetz herstellen wird. Im Juli 2010 wurden die Arbeiten durch die Entscheidung des tschechischen Verkehrsministers gestoppt, obwohl bereits alle Grundstücke gekauft waren. Das Projekt war das erste der von der Regierung ausgewiesenen vorrangigen Bauprojekte, das von der Erstellung einer Umweltverträglichkeitsprüfung (UVP) befreit war. Aufgrund einer Klage von Umweltaktivisten setzte das Gericht die Ausnahmegenehmigung Anfang Juni 2017 aus. Das Landgericht hat Ende 2005 und im Laufe des Jahres 2018 alle drei Klagen des Egeria-Verbandes abgewiesen. Allerdings wurden Einsprüche gegen die Genehmigung kleinerer Bauten, die Teil der Autobahn sind, beim Verwaltungsamt eingereicht. Im November 2018 lehnte das Bezirksamt die Berufung von Ökologen ab und unterstützte damit die frühere Entscheidung des Gemeindeamtes in Holešov. Gegen den Beschluss vom Juli 2018, dem das Oberste Verwaltungsgericht in Brünn eine aufschiebende Wirkung zuerkannte, legte der Verein Egeria Kassationsbeschwerde ein. Am 4. April 2019 entschied das Oberste Verwaltungsgericht jedoch, die Kassationsbeschwerde abzulehnen. Gegen dieses Urteil konnte keine weitere Berufung eingelegt werden. Nach der erneuten Ausschreibung für den ersten Bauabschnitt wurden die Arbeiten am 10. Dezember 2021 wieder aufgenommen. Die Eröffnung dieses Abschnittes ist für das Jahresende 2024 geplant.

## Bau und geplante Abschnitte
| Abschnitt                                                | Bezeichnung | Länge   | Status                       | Baubeginn                                                        | Fertigstellung   | Querschnitt | Entwurfs- geschwindigkeit |
| -------------------------------------------------------- | ----------- | ------- | ---------------------------- | ---------------------------------------------------------------- | ---------------- | ----------- | ------------------------- |
| Hulín – Fryšták                                          | 4901        | 17,3 km | im Bau                       | September 2008 Baustopp: Juli 2010 Wiederaufnahme: Dezember 2021 | geplant: 12/2024 | D24,5       | 120                       |
| Fryšták – Kreuz Fryšták (Fryšták–Lipa 1. Bauabschnitt)   | 4902.1      | 1,7 km  | in der Planfeststellung      | geplant: 2028                                                    | geplant: 2030    | D25,5       | 120                       |
| Kreuz Fryšták – Slušovice (Fryšták–Lipa 2. Bauabschnitt) | 4902.2      | 9,3 km  | in der Planfeststellung      | geplant: 2028                                                    | geplant: 2030    | D25,5       | 120                       |
| Slušovice – Lipa (Fryšták–Lipa 3. Bauabschnitt)          | 4902.3      | 3,7 km  | in der Planfeststellung      | geplant: 2029                                                    | geplant: 2032    | D26,0       | 130                       |
| Lípa – Vizovice                                          | 4903.1      | 3,0 km  | UVP-Dokumentation vorliegend | geplant: 2031                                                    | geplant: 2034    | D26,0       | 120                       |
| Vizovice – Pozděchov                                     | 4903.2      | 10,4 km | UVP-Dokumentation vorliegend | geplant: 2031                                                    | geplant: 2034    | S13,5 (2+1) | 80                        |
| Pozděchov – Horní Lideč                                  | 4904        | 8,7 km  | UVP-Dokumentation vorliegend | geplant: 2031                                                    | geplant: 2034    | S13,5 (2+1) | 80                        |
| Horní Lideč – slowakische Grenze                         | 4905        | 5,5 km  | UVP-Dokumentation vorliegend | geplant: 2031                                                    | geplant: 2034    | S13,5 (2+1) | 80                        |

### Abschnitt Hulín – Fryšták
Der erste Abschnitt der D49 soll zusammen mit dem Bau des zweiten Abschnittes von Fryšták zum Kreuz Fryšták (Fryšták–Lípa 1. Bauabschnitt) nicht nur eine bessere Anbindung von Zlin erreichen, sondern auch die Abschnitte der Staatsstraßen Silnice I/47, Silnice I/49 und Silnice I/55 entlasten.

### Abschnitt Fryšták – Slowakei
Im September 2004 wurde für die vier Abschnitte ab dem geplanten Kreuz Fryšták eine Machbarkeitsstudie und Kosten-Nutzen-Rechnung vorgelegt. Auf der Grundlage der zwischenstaatlichen Vereinbarung vom 20. September 2004 wurde der Grenzübergang und der Anschluss zwischen der tschechischen D49 und der slowakischen R6 beim Dorf Střelná festgelegt. Im Jahr 2006 wurde das UVP-Verfahren eingeleitet, Ende des Jahres veröffentlichte das Innenministerium der Tschechischen Republik die Schlussfolgerungen des Untersuchungsverfahrens. Am 29. Juli 2009 wurde die UVP-Dokumentation für den gesamten Abschnitt Fryšták – Staatsgrenze veröffentlicht, die anschließend zur erneuten Überarbeitung zurückgegeben wurde. Am 14. April 2012 wurde die überarbeitete UVP-Dokumentation veröffentlicht.
Ab Vizovice werden die drei Bauabschnitte zunächst nur einbahnig im 2+1-System realisiert, als Kraftfahrstraße ausgewiesen und als Staatsstraße 49 klassifiziert. Eine spätere Ergänzung durch eine zweite Fahrbahn ist mit einem erheblichen Bauaufwand in dem stark reliefierten Geländes verbunden. Im Abschnitt von Vizovice nach Pozděchov sind 3 Tunnelbauwerke mit Längen von 140 Meter, 90 Meter und 499 Meter vorgesehen und im Abschnitt von Pozděchov nach Horní Lideč sollen zwei Tunnel mit Längen von 299 Meter und 100 Meter gebaut werden.
Ferner sind auf der D49 zwei Rastplätze bei Vizovice und Střelná geplant. Betrieb und Wartung der Autobahn sollen durch zwei Straßenmeistereien in Fryšták und Horní Lideč sichergestellt werden.